# بخش لونگتلای
بخش لونگتلای (به انگلیسی: Lawngtlai district) یک منطقهٔ مسکونی در هند است که در میزورام واقع شده‌است. بخش لونگتلای ۲٬۵۵۷ کیلومتر مربع مساحت و ۱۱۷٬۸۹۴ نفر جمعیت دارد.